# クインティン・ストレインジ
クインティン・ストレインジ（Quinten Strange、1996年8月2日 - ）は、ニュージーランド出身のラグビーユニオン選手。ジャパンラグビーリーグワンの浦安D-Rocksに所属している。

## 経歴
2016年、19歳でマイター10カップ（後のNPC、ニュージーランド州代表選手権）にタスマンとして11試合に出場し、うち10試合は先発出場した。
同2016年、U20ニュージーランド代表としてワールドラグビーU20チャンピオンシップで7試合に出場し3トライを記録した。
2017年、スーパーラグビーのクルセイダーズに加入。2017年から2020年にかけての4連覇に貢献し、2022年第3節モアナ・パシフィカ戦ではゲームキャプテンを務めた。
2019年と2020年ではタスマンの副キャプテンとなり、マイター10カップで連勝。2021年には共同キャプテンとなった。